# Kosi (cràter)
Kosi és un cràter d'impacte en el planeta Venus de 7,7 km de diàmetre. Porta el nom d'un antropònim ewe, i el seu nom va ser aprovat per la Unió Astronòmica Internacional el 1997.